# Delphinium ecalcaratum
Delphinium ecalcaratum là một loài thực vật có hoa trong họ Mao lương. Loài này được S.Y.Wang & K.F.Zhou mô tả khoa học đầu tiên năm 1981.